# 南雲道雄
南雲 道雄（なぐも みちお、1931年 - ）は、日本の文芸評論家。
新潟県生まれ。1957年、法政大学文学部卒業。日本農民文学会の『農民文学』の編集長を務めた。『土の文学への招待』で農民文学功労賞受賞。

## 著書
- 『百姓烈伝』1977　たいまつ新書
- 『大関松三郎の四季』1978　たいまつ新書
- 『三尺高い木の空で』越書房　1979
- 『現代文学の底流 日本農民文学入門』オリジン出版センター　1983
- 『大関松三郎の四季 『山芋』の少年詩人』社会思想社　1994　現代教養文庫
- 『土の文学への招待』創森社　2001
- 『こころのふるさと良寛』平凡社　2005

## 参考
- こころのふるさと良寛 - 紀伊国屋書店BookWeb